# НВО машинобудування
НВО машинобудування (рос. Научно-производственное объединение машиностроения) — ракетно-конструкторське бюро в Реутові, Росія. Під час холодної війни воно відповідало за кілька основних систем озброєння, включаючи міжконтинентальну балістичну ракету УР-100Н і військову програму космічної станції «Алмаз» .
Індія є другим за величиною замовником «Машинобудування» після Російської Федерації з продажу П-70 Аметист, БраМос, БраМос-II і П-800 Онікс.

## Історія
НВО машинобудування було засновано в 1944 році для розробки ракет для російської армії. Під керівництвом конструктора крилатих ракет Володимира Челомея фірма була провідним розробником радянських космічних супутників, крилатих і міжконтинентальних балістичних ракет.
Спочатку воно входило до складу конструкторського бюро ОКБ-51, але переїхало в Реутов і з 1955 по 1966 рік мало назву ОКБ-52 (а також ОКБ-52 МАП). ОКБ-52 пізніше стало називатися ЦКБМ.
ОКБ-52 було головним конкурентом ОКБ-1 (тоді конструкторське бюро Сергія Корольова, пізніше перейменованого на ЦКБЕМ, нині РКК «Енергія») під час радянських місячних програм для людини та радянської програми космічної станції.
На піку свого розвитку, в середині 1980-х років, НВО «Машинобудування» працювало майже 10 тис. До середини 1980-х державна підтримка НКО скоротилася.
У 1980-х роках радянський уряд доручив НПО розробити обладнання для переробки рослинної олії, обладнання для хлібопекарської промисловості та продуктів для зберігання харчових продуктів.  До 1993 року оборонні замовлення Машинобудування скоротилися до однієї п'ятої від попереднього рівня.
16 липня 2014 року адміністрація Обами запровадила санкції через Управління з контролю за іноземними активами (OFAC) Міністерства фінансів США, додавши НПО «Машинобудування» та інші організації до Списку спеціально визначених громадян (SDN) у відповідь на триваючу російсько-українську війну.
Відповідно до звітів, опублікованих компанією з кібербезпеки SentinelOne, ScarCruft і Lazarus Group, нібито, зламали системи компанії у 2021 році.

## Космічний апарат

### Повітряні орбітальні апарати
- 17K-AM(інші мови)

### Екіпаж космічного корабля
Космічний корабель VA
Космічні апарати
- Стріла (ракета)(інші мови)
- УР-100
- УР-200

## Ракети
- П-70 Аметист(інші мови) (кодова назва НАТО: SS-N-7 Starbright)
- П-120 Малахіт(інші мови) (кодова назва НАТО: SS-N-9 Siren)
- П-500 «Базальт» (кодова назва НАТО: SS-N-12 Sandbox)
- П-700 «Граніт» (кодова назва НАТО: SS-N-19 Shipwreck)
- П-800 «Онікс» (кодова назва НАТО: SS-N-26 Strobile)
- Циркон